# Park Narodowy Zakouma
Park Narodowy Zakouma (fr. Parc national de Zakouma) – park narodowy położony w Regionie Guéra oraz Regionie Salamat, w Czadzie. Jego powierzchnia wynosi 3000 km². Został założony w 1963 roku, co czyni go najstarszym parkiem narodowym w kraju. W 2005 roku został wpisany na listę informacyjną UNESCO.

## Fauna
Teren parku zamieszkuje 6 rodzin ptaków: Bociany, Czaplowate, Ibisy, Orły, Pelikany oraz Żurawie. Park najbardziej jest znany z ogromnej liczby żyraf Kordofan, szacuje się, że żyje tutaj 60% światowej populacji tego podgatunku.